# Kunsthøjskolen i Holbæk
Kunsthøjskolen i Holbæk er en folkehøjskole og Danmarks første kunsthøjskole. Skolen blev stiftet i 1962 af billedhuggeren Ulrikka Marseen efter inspiration fra et ophold på San Cataldo i Italien og har efter en kort overgang i Dronningmølle haft fast adresse på Holbæk Slots Ladegaard siden 1963.
Skolen har de kunstneriske fag som omdrejningspunkt, og en af de grundlæggende ideer for skolen er muligheden for en krydsning af kunstarterne samt tanken om at lade det kunstneriske udtryk være bærende for vidensøgning og livsudfoldelse. Både de faste lærere og de indbudte gæstelærere er alle udøvende arkitekter, billedkunstnere, designere, forfattere, formgivere, fotografer og musikere, og det er i det spændingsfelt, hvor der udveksles ideer og diskuteres nye strømninger, at skolens undervisning får den helt særlige blanding/karakter af begejstring og aktualitet, som skolen har været kendt for gennem alle årene. Siden begyndelsen har der været undervist i maleri, tegning, fotografi, keramik, musik, arkitektur og litteratur og senere er der også kommet kurser i digitale medier.
Kunsthøjskolen i Holbæk søges ofte af elever, der bruger kurserne som forberedelse til optagelse på et af de nationale eller internationale kunstakademier, design- eller arkitektskoler. Skolens forstander har siden 2010 heddet Michael Nielen.